# Kigeli II Nyamuheshera
Kigeli II Nyamuheshera va ser mwami (rei) del regne de Ruanda del 1576- al 1609. Era un gran guerrer i expansionista. Tenia un fort exèrcit conegut com a Inkingi ("pilar"). Un dels seus camps militars, conegut com a "Iziruguru", va ser atacat per un poble anomenat "Abanyabungo" de l'oest de Kivu a la moderna República Democràtica del Congo.
Kigeli II va atacar els cacics a l'est de Congo, inclòs Bishugi, Kamuronsi, Gishali, Buhunde, Buzi i Tongo (Masisi). Va ser aturat pels boscos de pluja espessa per continuar cap al Congo.
Va redirigir els seus atacs expansionistes cap a l'oest d'Uganda, al voltant del llac Edward, i es va aturar a la "roca de Kabasha" (urutare rwa Kabasha) i llavors la va marcar com a frontera entre Ruanda i Busongora. Busongora també era coneguda com la terra dels Bacwezi. Anava contra la llei consuetudinària ruandesa atacar Busongora, ja que es creia que era la llar del déu Ryangombe.
Va atacar i va conquistar els cacics de Buberuka i va confiscar el seu tambor anomenat "Icyungo" i va atacar Kigezi i Bushengero on va trobar una varietat única de fesols conreats a Ruanda fins a aquest dia i que va suplantar el tipus indígena que es coneixia com a "Ibiharo". També va confiscar a Bunyoro una raça de cabres coneguda com a "Ihene z'Akamenesho". Aquestes cabres eren grans i se'ls assignava una atenció especial. Es va introduir a palau una tradició d'espectacle i desfilada de cabres fins al regnat de Yuhi V Musinga durant el qual un curador anomenat Bunyereri wa Muhozi de Gishubi a Gitarama era el pastor de cabres.
Durant el regnat de Kigeli II Nyamuheshera, parts de Ruanda van ser ocupades pels regnes veïns. Algunes de les àrees afectades van ser els territoris de Bwanacyambwe, que havien estat confiscats per un rei anomenat Kimenyi II Shumbusho i els territoris de Gisaka i Ndorwa, a l'actual nord oest de Tanzània i sud-oest d'Uganda.
L'oportunitat de Kigeli II d'atacar i reclamar Bwanacyambwe i Gisaka va sorgir quan el rei adolescent de Ndorwa, Gahaya I Rutindageli, va iniciar un conflicte contra el seu cosí, el rei adolescent de Gisaka, Kimenyi III Rwahasha. Aquests dos reis eren encara massa joves per a governar per dret propi, de manera que les seves mares van governar en nom seu.
Kigeli II va acceptar amb la condició que el rei Kimenyi retornés el territori de Bwanacyambwe al regne de Ruanda.
Kimenyi II va acceptar la condició de Kigeli II. Els dos van llançar un exèrcit combinat contra l'exèrcit de la Reina Nyiragahaya I. Gisaka es va convertir en un protectorat de Ruanda. Va formar part de Rwanda alguns segles més tard durant el regnat de Kigeli IV de Ruanda.
El regnat de Kigeli II Nyamuheshera també està marcat per la mort de la seva reina, Nyirakigeli II Ncenderi, per suïcidi després de sospitar que estava embarassada en l'adulteri.
La reina Nyirakigeli II Ncenderi va ser enterrada a Butangampundu, un enterrament especial per als reis ruandesos, reines i reals que se sospitava que havien mort a conseqüència del suïcidi.
Kigeli II Nyamuheshera va ser enterrat a Burenga prop de Shayo a Byumba. Tenia una medalla d'honor coneguda com a "Umudende" per derrotar a set reis estrangers.